# 坎索岩

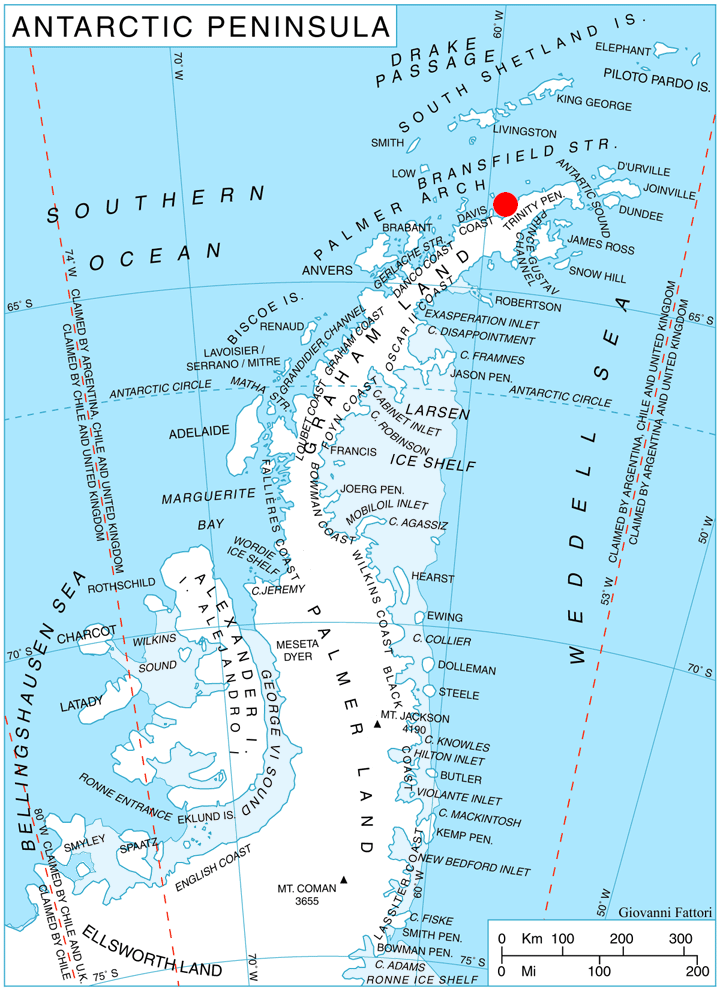

坎索岩（英語：Canso Rocks）是南極洲的岩石，位於葛拉漢地的特里尼蒂半島，處於諾特角西北面4公里的貝利察半島，由英國南極名稱諮詢委員會命名，現時由南極條約體系管理。